# Košťany nad Turcom
Košťany nad Turcom (hongrois : Kostyán) est un village de Slovaquie situé dans la région de Žilina.

## Histoire
La première mention écrite du village date de 1323.

## Démographie

### Évolution de la population
| Année:               | 1994. | 2004.   | 2014.    | 2024.    |
| -------------------- | ----- | ------- | -------- | -------- |
| Nombre de personnes: | 1089  | 1097    | 1300     | 1473     |
| Différence:          |       | +0,73 % | +18,50 % | +13,30 % |

| Année:               | 2023. | 2024.   |
| -------------------- | ----- | ------- |
| Nombre de personnes: | 1440  | 1473    |
| Différence:          |       | +2,29 % |